# Ньюкаслський університет
Ньюкаслський університет (англ. Newcastle University) — один із двох університетів Ньюкасл-апон-Тайна.
Сьогодні в університеті 19 200 студентів.
Університет бере свій початок від створеної у 1834 р. Школи медицини і хірургії. У 1852 році ця школа стала коледжем Даремського університету (University of Durham College of Medicine). У 1871 р. засновано коледж фізики, який у 1883 р. перейменовано в Даремський коледж фізичної науки. У 1934 р. обидва коледжі поєдналися у King's College. Університетський коледж у Ньюкаслі ріс швидше за інші частини університету. У 1952 р. було запропоновано переназвати університет в University of Newcastle and Durham. Ця пропозиція була відкинута і в 1963 р. прийняте рішення про розділ університету. King's College було перетворено в Університет Ньюкасл-апон-Тайн.

## Відомі випускники
- Ровен Аткінсон